# مدينة محطمة (فلم)
المدينة المحطمة (بالإنجليزية: Broken City (film)) هو فليم جريمة أمريكي 2013 من إخراج آلان هيوز ومن بطولة راسل كرو ومارك والبيرغ وكاثرين زيتا جونز.
قصة الفيلم مستوحاه من تحفة المخرج رومان بولانسكي "الحي الصيني"، حيث تدور أحداثه عن رئيس بلدية مدينة نيويورك، والذي يشك في خيانة زوجته، فيستعين بمحقق خاص لمراقبتها، فيقوده ذلك لاكتشافات وفضائح مذهلة حول المدينة وقانون الاقتصاد الذي يحكمها.
تلقى الفيلم مراجعات سلبية من النقاد الذين أنتقدوا السيناريو الضعيف لكن بعضهم مدح أداء الممثلين وسينماتوغرافيا الفيلم.

## وصلات خارجية
- مقالات تستعمل روابط فنية بلا صلة مع ويكي بيانات

1. ↑  "معلومات عن مدينة محطمة (فيلم) على موقع the-numbers.com". the-numbers.com. مؤرشف من الأصل في 2019-04-22.
2. ↑  "معلومات عن مدينة محطمة (فيلم) على موقع siamzone.com". siamzone.com. مؤرشف من الأصل في 2013-05-12.
3. ↑  "معلومات عن مدينة محطمة (فيلم) على موقع movie.daum.net". movie.daum.net. مؤرشف من الأصل في 2018-06-24.